# Aalburg
Aalburg – dawna gmina w południowej Holandii, w prowincji Brabancja Północna, istniejąca w latach 1973-2019. Według danych na 1 stycznia 2013 roku gminę zamieszkiwało ok. 12,8 tys. mieszkańców.
Obejmowała 7 wsi: Babyloniënbroek, Drongelen, Eethen, Genderen, Meeuwen, Veen i będące siedzibą administracyjną Wijk en Aalburg oraz 3 przysiółki: Biesheuvel, Moleneid, Spijk. 
Na mocy decyzji rad gmin Aalburg, Werkendam i Woudrichem z 26 stycznia 2016 roku, te trzy gminy połączyły się, tworząc od 1 stycznia 2019 roku nową gminę Altena.